# 퐁뇌프
퐁뇌프(프랑스어: Pont Neuf)는 센강을 가로지르는 프랑스 파리에 서있는 가장 오래된 다리이다. 모순되게도 그 이름은 프랑스어로 "새로운 다리"라는 뜻을 가진다.
지금의 다리는 16세기 말에 건설되어 17세기 초에 완성된 것으로, 당시 강을 건너는 다리라면 교량 위에 건설되던 주택가의 부재와, 진흙과 마차로부터 보행자를 구분하는 인도를 갖추었다는 점에서 참신한 다리로 여겨졌기에 '새로운 다리'라는 명칭이 붙었다. 센강을 완전히 건너는 최초의 돌다리이기도 하다.
1889년 프랑스 사적으로 지정되었으며, 1991년 파리의 센강변과 더불어 유네스코 세계문화유산으로 등재되었다. 파리 메트로에서는 퐁뇌프역과 가깝다.

## 역사

### 퐁뇌프교

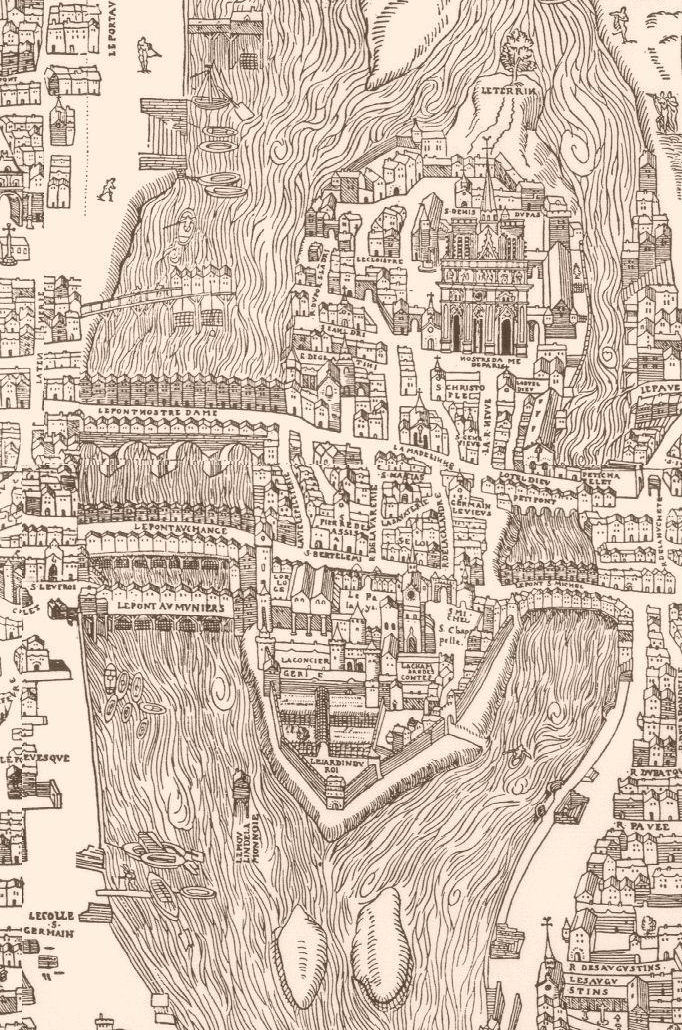
다리가 건설되기 전의 파리 시테섬 (1552년 지도)

퐁뇌프는 현재 파리에서 가장 오래된 다리로 꼽힌다. 길이 역시 238m에 달하여, 파리 외곽을 달리는 파리 순환도로의 아발교와 아몽교를 제외하면 파리에서 가장 긴 다리이기도 하다.
퐁뇌프라는 명칭은 건설 당시에 지어진 이름으로서 지난 1577년 공사에 앞서 명명된 것이다. 1577년 11월 2일 프랑스 국왕 앙리 3세는 시테섬과 센강을 건널 '새로운 다리'의 건설공사를 책임지는 위원회를 꾸렸다. 국왕과 위원회 간의 소통 담당으로 재무재상 클로드 마르셀을 임명하였다.
1578년 5월 16일에는 시공허가가 내려졌으며 5월 31일 카트린 드 메디시스와 왕비 루이즈 드 로렌보데몽이 참석한 가운데 다리의 초석을 놓는 행사가 열렸다. 이 날 앙리 3세 국왕은 자녀 2명을 떠나보내고 돌아오는 길이었는데, 장례식 도중에 눈물을 흘렸다는 이유에서 파리 사람들은 퐁뇌프에 '눈물의 다리' (Le pont des Pleurs)라는 별명을 붙이기도 했다.
1588년 가톨릭 세력의 파리 봉기로 공사가 지연되기 시작하였으며 1598년까지 10년 동안 건설되지 못했다. 1599년 앙리 4세 국왕은 공사 재개를 명령하고 건설 담당관으로 기욤 마르샹과 프랑수아 프티를 임명하였다. 이후 마침내 1607년 완공되었다.
중세 유럽에서는 교량 위의 공간에 주택가나 상가를 건설하는 것이 보통이었으며, 파리의 다리들도 마찬가지였다. 퐁뇌프 역시 설계를 맡은 건축가 장 바프티스트 앙드루에 뒤 세르소의 결정에 따라 교량에 주택가를 두게 될 전망이었으며 교각과 아치 아래에 지하공간을 파 두었다. 그러나 1599년 공사 재개 명령을 내릴 당시 앙리 4세가 주택가 없이 다리를 건설하라고 명령하였고, 이미 파 두었던 지하공간과 그것들을 연결하는 지하통로는 막히게 되었다.
남아 있던 지하공간을 발판삼아 조그마한 상업용 건물이 세워지게 되었는데, 입점한 가게 뿐만 아니라 개털 깎는 장수나 우산 장수처럼 온갖 떠돌이 상인들이 모여들어 좌판을 벌였다고 한다. 여기에 사기꾼들도 모여드는 만남의 장소였으며 이곳의 서적상들도 인근 동네의 서점과 경쟁했다고 알려져 있다. 결국 1619년 퐁네프에서의 상업행위를 금하는 조치가 내려졌으며 1742년 왕실법령으로 법제화되기에 이르렀다.
1702년 시점에서는 시테구역의 일부로서 건물 22개와 등불 20개가 설치되어 있다는 기록이 있다. 상가의 경우 맞은편 오귀스탱가에서 시작하여 라비유발레드미제르가와 레콜가까지 이어졌다고 한다. 이후로도 한동안 남아 있던 상가들은 19세기 들어 건물 자체가 철거되면서 사라졌고 건물 부지에 해당되었던 지하공간들도 막히기 시작하였다. 마지막 남은 상가는 1854년에 철거되었다. 
1910년에는 센강이 범람하였는데 당시 평균수위가 오늘날 마레구역의 평균고도보다 높았던 것으로 알려져 있으며 현재 퐁뇌프 양쪽에 이를 기리는 표지판이 설치되어 있다. 2007년 상반기에는 파리시 차원에서 퐁뇌프의 복원공사에 들어가 파리 우안 쪽의 교량을 집중적으로 복원하였다.

## 사진

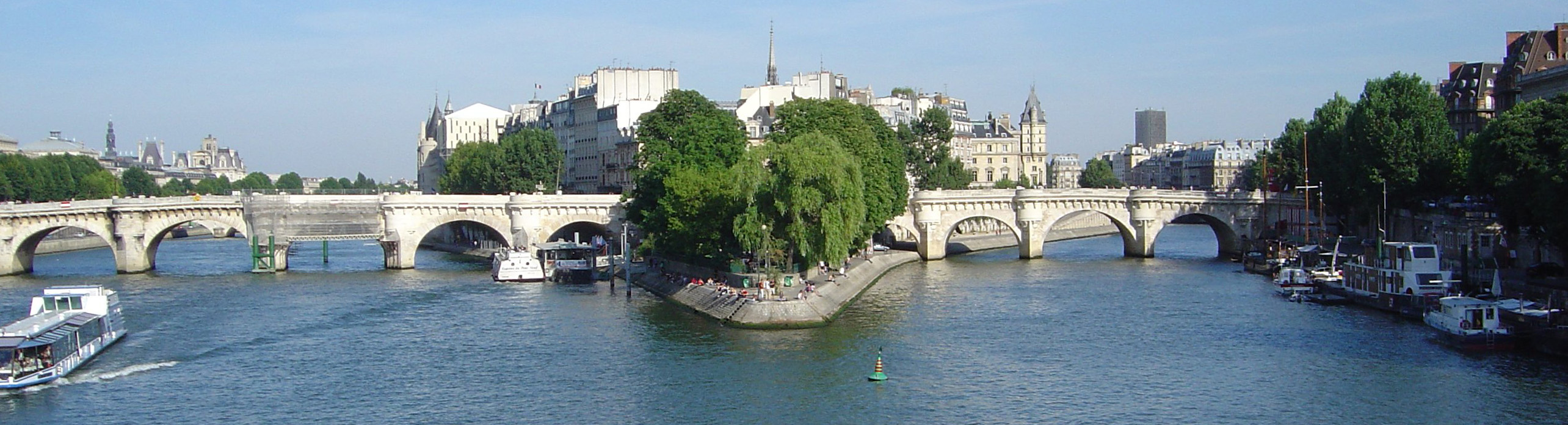
서쪽에 시테섬이 퐁뇌프와 함께 보이며, 앞쪽에 센강이 보인다.